# Dorpsgebarentaal
Een dorpsgebarentaal is een bijzonder type gebarentaal (Engels: sign language, afgekort tot SL) dat slechts op enkele zeer geïsoleerd gelegen plaatsen in de wereld voorkomt. Door die erg geïsoleerde ligging is het contact met andere gemeenschappen minimaal, waardoor een eventuele genetische doofheid veel in het dorp blijft voorkomen. Door het hoge aantal doven binnen zo'n gemeenschap, wordt de gebarentaal vaak ook gesproken door de horenden. Belangrijk kenmerk van de nu bekende dorpsgebarentalen is het feit dat ze taalkundig gezien anders zijn opgebouwd dan de "reguliere" gebarentalen; de talen en de gemeenschappen waarin ze voorkomen zijn dan ook zeer regelmatig onderwerp van taalkundige studies.

## Verschillen met reguliere gebarentalen
Vaak zijn bij dorpsgebarentalen qua grammatica en syntaxis eenvoudiger structuren te onderscheiden. Zo bestaan voorbeelden van gevallen waarin woordvolgorde wordt gebruikt in plaats van het meer gebruikelijke "ruimtelijk vervoegen", of het altijd aanwijzen van absolute locaties in plaats van het plaatsen daarvan in de gebarenruimte. In alle gevallen geldt sowieso dat er weinig tot geen contact bestaat met andere (gebaren)talen: als er al vervoer beschikbaar is, dan bevindt de dichtstbijzijnde dovenschool zich vaak honderden kilometers ver weg. Door de afwezigheid van contact met andere talen, kunnen deze talen dus ook geen invloed op de dorpsgebarentaal uitoefenen waardoor deze "zuiver" blijft. Wanneer er de noodzaak bestaat tot het ontwikkelen van een nieuw gebaar voor een nieuw begrip, dan zal dit gebaar bijvoorbeeld niet worden overgenomen uit de vaak dominantere nationale gebarentaal. Ook ontbreken vaak belangrijke kenmerken die men ziet wanneer een gebarentaal in contact staat met een gesproken taal, zoals vingerspelling en mondbeeld (het uitspreken van het woord als in de gesproken taal tijdens het produceren van het gebaar).

## Gezamenlijke dorpscultuur
Zoals eerder al gezegd, worden dorpsgebarentalen zowel door de doven als door horenden binnen de gemeenschap gesproken. Ook sociaal-culturele aspecten die vaker te zien zijn in de dovencultuur, zijn in de gehele gemeenschap gemeengoed geworden. Een voorbeeld hiervan uit het Kata Kolok is wijzen: om iets of iemand aan te duiden, wordt er door de spreker gewezen naar dat object of die persoon. In de meeste horende gemeenschappen wordt het aanwijzen van personen als ongepast ervaren, maar in de gehele cultuur van deze dorpen geldt dit gebruik als volkomen normaal. Hetzelfde geldt voor het elkaar aanraken wanneer men bijvoorbeeld contact probeert te maken met een ander persoon. Deze gewoonten worden ook door horende dorpsbewoners als volkomen normaal ervaren.

## Bedreigde talen
Vanwege meerdere uiteenlopende redenen zijn alle nu bekende dorpsgebarentalen momenteel "bedreigde talen". Deze bedreigingen zijn, naast algemene maatschappelijke ontwikkelingen, het wereldwijd langzaamaan uitsterven van doofheid, plus daarnaast de invloed van verschillende andere gebarentalen. Door ontwikkelingswerkers werd in het verleden vaak de lokale gebarentaal vervangen door Amerikaanse Gebarentaal (ASL), maar invloed kan ook uitgaan van de nationale of regionale gebarentaal.
Op het Amerikaanse eiland Martha's Vineyard bestond een "dorpsgebarentaal" (MVSL), maar die is inmiddels uitgestorven nadat de laatste overgebleven doven er ASL zijn gaan gebruiken. Van vier dorpsgebarentalen is onbekend of ze momenteel nog bestaan: Country Sign (Jamaica), Providence Island SL op een van de eilanden van San Andrés en Providencia in Colombia, Ban Khor SL in Thailand en Urubu-Kaapor SL in Brazilië.
Van vier andere dorpsgebarentalen is wel zeker dat ze momenteel nog bestaan. Deze zijn Kata Kolok (Desa Kolok, Bali, Indonesië), Adamorobe SL (Adamorobe, Ghana), Al-Sayyid Bedouin SL (Israël) en Kajana SL (Suriname). Er wordt momenteel volop taalkundig onderzoek gedaan naar de kenmerken van deze talen. Mogelijk leidt dergelijk onderzoek naar nieuwe inzichten in het ontstaan van gebarentalen, of talen in het algemeen.

## Onderzoek
Het bestaan van dorpsgebarentalen nodigt taalkundigen uit tot verschillende vormen van onderzoek. Dit kan zijn naar het ontstaan van talen (hoe dit in zijn werk gaat, hoeveel tijd ermee gemoeid is), naar de invloed van een groot aantal tweede-taalgebruikers, naar de effecten van sterke isolatie van een taal, naar de dovencultuur of nog totaal andere onderwerpen.